# Ludwig Werner Haase
Ludwig Werner Haase (* 2. Mai 1903 in Berlin; † 23. Februar 1980 ebenda) war ein deutscher Chemiker.

## Leben

### Berufliche Tätigkeit bis 1945
Ludwig Werner Haase war in der Zeit des Nationalsozialismus Professor und Abteilungsleiter der Reichsanstalt für Wasser-, Boden- und Lufthygiene in Berlin. Er erfand ein Verfahren zur Entgiftung von Trinkwasser.
Am 30. November 1944 führte er im KZ Neuengamme Versuche mit „begiftetem Wasser“ durch. Dabei mussten 150 Häftlingen mehrere Tage lang mit „Lewisit“ (amerikanischem Gelbkreuz) versetztes Wasser trinken, das Haase aufbereitet hatte. Im Bericht darüber heißt es, Schädigungen seien nicht aufgetreten, Langzeitschäden seien jedoch nicht auszuschließen.
Am 8. Februar 1945 teilte Helmut Poppendick vom SS-Rasse- und Siedlungshauptamt mit, eine weitere Untersuchung Haases mittels Stickstofflost verseuchten Wassers sei mit gleichem günstigen Ergebnis abgeschlossen worden. Es sei jedoch nicht bekannt, welche Schädigungen im menschlichen Körper aufträten, wenn der Kampfstoff innerlich zur Wirkung käme. Haase bäte um Genehmigung, mit 8 zum Tode verurteilten Häftlingen Versuche vornehmen zu können; mit Schädigung bzw. Todesfällen sei dabei zu rechnen.
Heinrich Himmler ließ am 17. Februar 1945 über Rudolf Brandt ausrichten, dass er keine Genehmigung dafür erteile.

### Nach dem Kriege
Nach 1945 war Haase als Wissenschaftsrat in Berlin tätig. In einem Gerichtsverfahren erklärte Haase 1963: „Mit der Frage, inwieweit Wasser, das nicht vollends entgiftet war, Schädigungen im menschlichen Körper hervorrufen konnte, hatte ich als Chemiker nichts zu tun.“
Ludwig Werner Haase veröffentlichte weiter Werke in seinem Fachgebiet zur Wasserhärte und Werkstoffzerstörung durch Wasser.